# Zedd/Auszeichnungen für Musikverkäufe

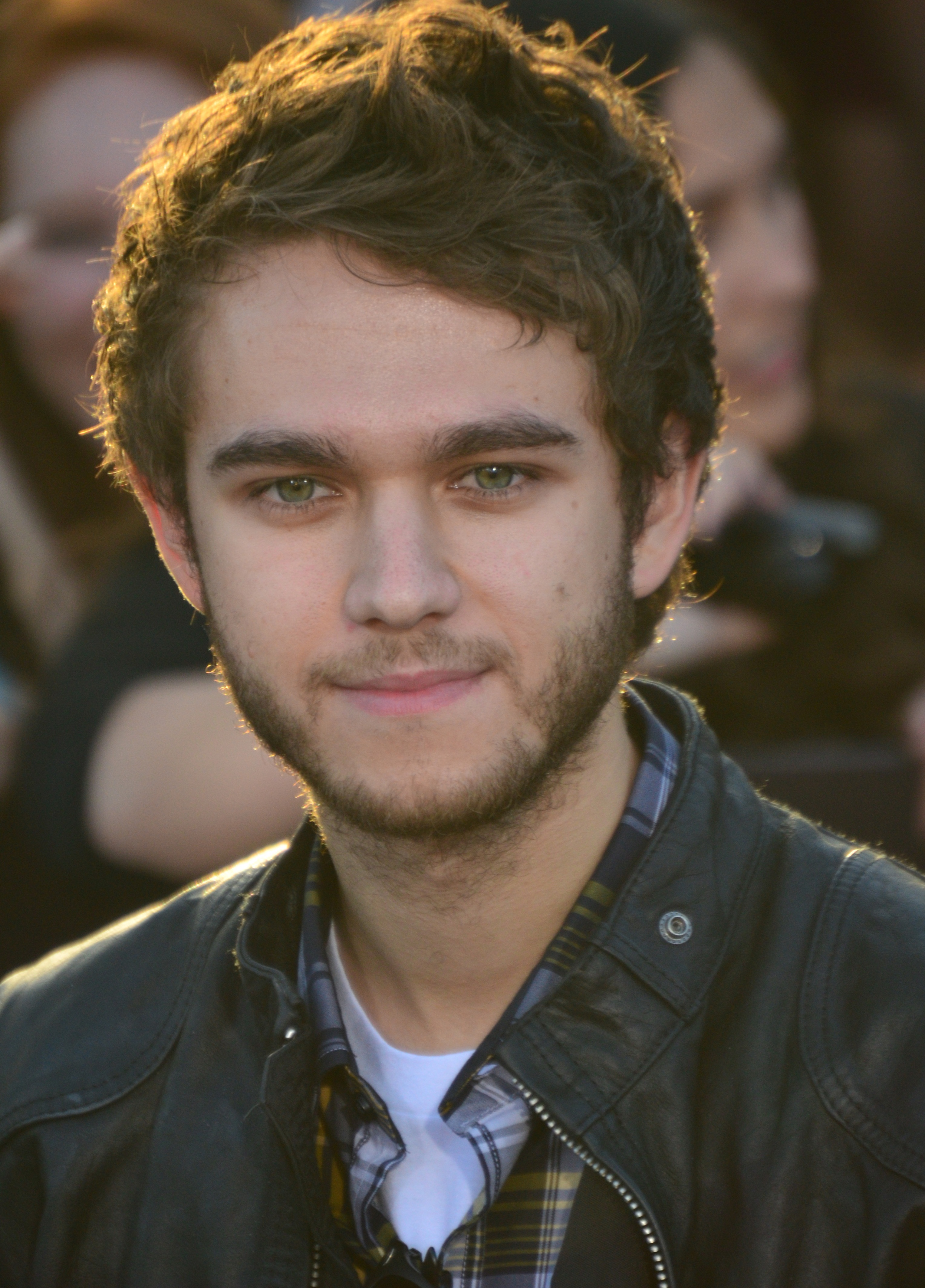
Zedd (2014)

Dies ist eine Übersicht über die Auszeichnungen für Musikverkäufe des deutsch-russischen Electro-House- und Dubstep-DJs Zedd. Die Auszeichnungen finden sich nach ihrer Art (Gold, Platin usw.), nach Staaten getrennt in chronologischer Reihenfolge, geordnet sowie nach den Tonträgern selbst, ebenfalls in chronologischer Reihenfolge, getrennt nach Medium (Alben, Singles usw.), wieder.

## Auszeichnungen
| - Vereinigtes Königreich - 2018: für die Single Get Low - 2019: für die Single Happy Now - 2019: für die Single I Want You to Know - Australien - 2025: für die Single Spectrum - 2025: für die Single Find You - Belgien - 2016: für die Single Starving - Brasilien - 2024: für die Single Spectrum - 2024: für die Single Find You - 2024: für die Single Get Low - Dänemark - 2015: für die Single I Want You to Know - 2020: für die Single Happy Now - 2022: für die Autorenbeteiligung/Produktion Never Really Over (Katy Perry) - 2024: für die Single Clarity - Deutschland - 2017: für die Single Starving - 2018: für die Single Stay the Night - 2018: für die Single The Middle - 2023: für die Autorenbeteiligung/Produktion Beauty and a Beat (Justin Bieber feat. Nicki Minaj) - 2023: für die Single Clarity - 2023: für die Single I Want You to Know - Finnland - 2020: für die Autorenbeteiligung/Produktion Never Really Over (Katy Perry) - Frankreich - 2017: für die Single Starving - 2020: für die Single Happy Now - Italien - 2014: für die Single Stay the Night - 2014: für die Single Clarity - 2015: für die Single I Want You to Know - 2016: für die Single Beautiful Now - 2019: für die Autorenbeteiligung/Produktion Never Really Over (Katy Perry) - 2019: für die Single Happy Now - 2019: für die Produktion Dangerous Night (Thirty Seconds to Mars) - Japan - 2018: für die Single Stay (Digital) - 2018: für die Single Beautiful Now (Digital) - 2022: für die Autorenbeteiligung/Produktion Beauty and a Beat (Digital, Justin Bieber feat. Nicki Minaj) - 2022: für das Streaming The Middle - 2023: für das Streaming Beautiful Now - Kanada - 2025: für das Album True Colors - Kolumbien - 2016: für das Album True Colors - Mexiko - 2014: für die Single Clarity - 2018: für die Single Get Low - Neuseeland - 2019: für die Single Get Low - 2021: für das Album Clarity - Norwegen - 2021: für die Single 365 - Österreich - 2024: für die Autorenbeteiligung/Produktion Never Really Over (Katy Perry) - 2025: für die Single Happy Now - 2025: für die Single Stay the Night - 2025: für die Single Stay - Polen - 2021: für die Single 365 - Portugal - 2019: für die Single Starving - 2022: für die Single Break Free - Schweden - 2014: für die Single Find You - 2018: für die Single The Middle - Schweiz - 2022: für die Single Break Free - Singapur - 2019: für das Album Clarity - 2020: für das Album Stay + - 2020: für das Album True Colors - Spanien - 2014: für das Streaming Break Free - 2024: für die Single Starving - 2024: für die Autorenbeteiligung/Produktion Never Really Over - 2024: für die Autorenbeteiligung/Produktion Beauty and a Beat (Justin Bieber feat. Nicki Minaj) - 2024: für die Single Beautiful Now - Vereinigte Staaten - 2018: für die Single Candyman - 2019: für die Single Get Low - 2022: für das Album True Colors - 2022: für die Single Funny - 2025: für die Single Find You - Vereinigtes Königreich - 2018: für die Single Stay the Night | - Australien - 2025: für die Single 365 - 2025: für die Single Good Thing - 2025: für die Single Get Low - 2025: für die Single Beautiful Now - Belgien - 2017: für die Single Stay - 2018: für die Single The Middle - Brasilien - 2024: für die Single Beautiful Now - 2024: für die Single I Want You to Know - 2024: für die Single Good Thing - 2024: für die Single Stay the Night - Dänemark - 2013: für das Streaming Beauty and a Beat - 2017: für die Single Stay - 2019: für die Single The Middle - Deutschland - 2018: für die Single Stay - 2023: für die Single Break Free - Frankreich - 2022: für die Single The Middle - Italien - 2018: für die Single The Middle - 2024: für die Autorenbeteiligung/Produktion Beauty and a Beat (Justin Bieber feat. Nicki Minaj) - Japan - 2016: für die Single Break Free (Digital) - 2023: für das Streaming Stay - 2024: für das Streaming Break Free - Kanada - 2013: für die Single Clarity - 2019: für die Single Get Low - 2025: für die Single 365 - 2025: für das Album Clarity - Kolumbien - 2016: für die Single Clarity - Mexiko - 2013: für die Autorenbeteiligung/Produktion Beauty and a Beat (Justin Bieber feat. Nicki Minaj) - 2019: für die Autorenbeteiligung/Produktion Never Really Over - Neuseeland - 2019: für die Single Happy Now - 2024: für die Single Stay the Night - Norwegen - 2013: für die Autorenbeteiligung/Produktion Beauty and a Beat (Justin Bieber feat. Nicki Minaj) - 2020: für die Autorenbeteiligung/Produktion Never Really Over (Katy Perry) - Österreich - 2025: für die Single The Middle - 2025: für die Single Starving - 2025: für die Single Break Free - Philippinen - 2017: für die Single Get Low - 2017: für die Single Stay - Polen - 2016: für die Single Beautiful Now - 2020: für die Single The Middle - 2020: für die Autorenbeteiligung/Produktion Never Really Over (Katy Perry) - 2023: für die Single Stay - Portugal - 2017: für die Single Stay - 2020: für die Single The Middle - 2022: für die Single Happy Now - 2022: für die Autorenbeteiligung/Produktion Never Really Over - Schweden - 2014: für die Single Stay the Night - 2014: für die Single Clarity - 2015: für die Single I Want You to Know - 2016: für die Single Starving - Spanien - 2014: für die Single Break Free - 2017: für die Single Stay - 2024: für die Single The Middle - Vereinigte Staaten - 2017: für die Single Beautiful Now - 2021: für die Autorenbeteiligung/Produktion Never Really Over (Katy Perry) - 2022: für die Single Happy Now - 2022: für das Album Clarity - 2022: für die Single Spectrum - Vereinigtes Königreich - 2021: für die Autorenbeteiligung/Produktion Never Really Over (Katy Perry) - 2021: für die Single Clarity - 2017: für die Autorenbeteiligung/Produktion Beauty and a Beat (Justin Bieber feat. Nicki Minaj) - Mexiko - 2019: für die Single The Middle | - Australien - 2016: für die Single Starving - 2025: für die Single I Want You to Know - Brasilien - 2024: für die Autorenbeteiligung/Produktion G.U.Y. (Lady Gaga) - 2024: für die Single Happy Now - 2024: für die Single 365 - Dänemark - 2023: für die Single Starving - Italien - 2017: für die Single Starving - 2017: für die Single Stay - 2018: für die Single Break Free - Kanada - 2025: für die Single Happy Now - Neuseeland - 2023: für die Single Break Free - 2024: für die Single Clarity - Niederlande - 2014: für die Single Break Free - Philippinen - 2022: für das Album True Colors - Schweden - 2017: für die Single Stay - Vereinigte Staaten - 2017: für die Single Stay the Night - 2025: für die Single I Want You to Know - Vereinigtes Königreich - 2020: für die Single Starving - 2021: für die Single The Middle - 2024: für die Single Break Free - 2024: für die Single Stay - Mexiko - 2019: für die Single Stay - Australien - 2025: für die Single Happy Now - 2025: für die Single Stay the Night - Brasilien - 2024: für die Single Starving - 2024: für die Single Clarity - Kanada - 2013: für die Autorenbeteiligung/Produktion Beauty and a Beat (Justin Bieber feat. Nicki Minaj) - 2024: für die Autorenbeteiligung/Produktion Never Really Over (Katy Perry) - Neuseeland - 2013: für die Autorenbeteiligung/Produktion Beauty and a Beat (Justin Bieber feat. Nicki Minaj) - Australien - 2023: für die Autorenbeteiligung/Produktion Never Really Over (Katy Perry) - Kanada - 2017: für die Single Starving - Neuseeland - 2021: für die Single Starving - 2025: für die Single Stay - Norwegen - 2020: für die Single Break Free - Schweden - 2015: für die Single Break Free - Vereinigte Staaten - 2020: für die Autorenbeteiligung/Produktion Beauty and a Beat (Justin Bieber feat. Nicki Minaj) - 2020: für die Single Starving - Kanada - 2024: für die Single Break Free - Neuseeland - 2025: für die Single The Middle - Philippinen - 2022: für das Album Clarity - Vereinigte Staaten - 2022: für die Single Stay - 2024: für die Single Break Free - Australien - 2023: für die Single Break Free - 2025: für die Single Clarity - Vereinigte Staaten - 2022: für die Single The Middle - 2025: für die Single Clarity - Australien - 2024: für die Autorenbeteiligung/Produktion Beauty and a Beat (Justin Bieber feat. Nicki Minaj) - 2025: für die Single Stay - Kanada - 2025: für die Single Stay - Kanada - 2025: für die Single The Middle - Australien - 2025: für die Single The Middle - Brasilien - 2023: für die Single Break Free - 2024: für die Autorenbeteiligung/Produktion Never Really Over (Katy Perry) - 2024: für die Single Stay - 2024: für die Autorenbeteiligung/Produktion Beauty and a Beat (Justin Bieber feat. Nicki Minaj) - Frankreich - 2025: für die Single Stay - Brasilien - 2024: für die Single The Middle |

## Auszeichnungen nach Alben

### Clarity
| Land/Region               | Auszeichnungen für Musikverkäufe (Land/Region, Auszeichnung, Verkäufe) | Verkäufe  |
| ------------------------- | ---------------------------------------------------------------------- | --------- |
| Kanada (MC)               | Platin                                                                 | 80.000    |
| Kolumbien (ASINCOL)       | Platin                                                                 | 10.000    |
| Neuseeland (RMNZ)         | Gold                                                                   | 7.500     |
| Philippinen (PARI)        | 5× Platin                                                              | 75.000    |
| Singapur (RIAS)           | Gold                                                                   | 5.000     |
| Vereinigte Staaten (RIAA) | Platin                                                                 | 1.000.000 |
| Insgesamt                 | 2× Gold · 8× Platin ·                                                  | 1.177.500 |

### True Colors
| Land/Region               | Auszeichnungen für Musikverkäufe (Land/Region, Auszeichnung, Verkäufe) | Verkäufe |
| ------------------------- | ---------------------------------------------------------------------- | -------- |
| Kanada (MC)               | Gold                                                                   | 40.000   |
| Kolumbien (ASINCOL)       | Gold                                                                   | 5.000    |
| Philippinen (PARI)        | 2× Platin                                                              | 30.000   |
| Singapur (RIAS)           | Gold                                                                   | 5.000    |
| Vereinigte Staaten (RIAA) | Gold                                                                   | 500.000  |
| Insgesamt                 | 4× Gold · 2× Platin ·                                                  | 580.000  |

### Stay +
| Land/Region     | Auszeichnungen für Musikverkäufe (Land/Region, Auszeichnung, Verkäufe) | Verkäufe |
| --------------- | ---------------------------------------------------------------------- | -------- |
| Singapur (RIAS) | Gold                                                                   | 5.000    |
| Insgesamt       | 1× Gold ·                                                              | 5.000    |

## Auszeichnungen nach Singles

### Spectrum
| Land/Region               | Auszeichnungen für Musikverkäufe (Land/Region, Auszeichnung, Verkäufe) | Verkäufe  |
| ------------------------- | ---------------------------------------------------------------------- | --------- |
| Australien (ARIA)         | Gold                                                                   | 35.000    |
| Brasilien (PMB)           | Gold                                                                   | 30.000    |
| Vereinigte Staaten (RIAA) | Platin                                                                 | 1.000.000 |
| Insgesamt                 | 2× Gold · 1× Platin ·                                                  | 1.065.000 |

### Clarity
| Land/Region                  | Auszeichnungen für Musikverkäufe (Land/Region, Auszeichnung, Verkäufe) | Verkäufe  |
| ---------------------------- | ---------------------------------------------------------------------- | --------- |
| Australien (ARIA)            | 6× Platin                                                              | 420.000   |
| Brasilien (PMB)              | 3× Platin                                                              | 180.000   |
| Dänemark (IFPI)              | Gold                                                                   | 45.000    |
| Deutschland (BVMI)           | Gold                                                                   | 150.000   |
| Italien (FIMI)               | Gold                                                                   | 15.000    |
| Kanada (MC)                  | Platin                                                                 | 80.000    |
| Mexiko (AMPROFON)            | Gold                                                                   | 30.000    |
| Neuseeland (RMNZ)            | 2× Platin                                                              | 60.000    |
| Schweden (IFPI)              | Platin                                                                 | 40.000    |
| Vereinigte Staaten (RIAA)    | 6× Platin                                                              | 6.000.000 |
| Vereinigtes Königreich (BPI) | Platin                                                                 | 600.000   |
| Insgesamt                    | 4× Gold · 20× Platin ·                                                 | 7.620.000 |

### Stay the Night
| Land/Region                  | Auszeichnungen für Musikverkäufe (Land/Region, Auszeichnung, Verkäufe) | Verkäufe  |
| ---------------------------- | ---------------------------------------------------------------------- | --------- |
| Australien (ARIA)            | 3× Platin                                                              | 210.000   |
| Brasilien (PMB)              | Platin                                                                 | 60.000    |
| Deutschland (BVMI)           | Gold                                                                   | 150.000   |
| Italien (FIMI)               | Gold                                                                   | 15.000    |
| Neuseeland (RMNZ)            | Platin                                                                 | 30.000    |
| Österreich (IFPI)            | Gold                                                                   | 15.000    |
| Schweden (IFPI)              | Platin                                                                 | 40.000    |
| Vereinigte Staaten (RIAA)    | 2× Platin                                                              | 2.000.000 |
| Vereinigtes Königreich (BPI) | Gold                                                                   | 504.000   |
| Insgesamt                    | 4× Gold · 8× Platin ·                                                  | 3.024.000 |

### Break Free
| Land/Region                  | Auszeichnungen für Musikverkäufe (Land/Region, Auszeichnung, Verkäufe) | Verkäufe  |
| ---------------------------- | ---------------------------------------------------------------------- | --------- |
| Australien (ARIA)            | 6× Platin                                                              | 420.000   |
| Brasilien (PMB)              | Diamant                                                                | 250.000   |
| Deutschland (BVMI)           | Platin                                                                 | 400.000   |
| Italien (FIMI)               | 2× Platin                                                              | 100.000   |
| Japan (RIAJ)                 | Platin                                                                 | 250.000   |
| Kanada (MC)                  | 5× Platin                                                              | 400.000   |
| Neuseeland (RMNZ)            | 2× Platin                                                              | 60.000    |
| Niederlande (NVPI)           | 2× Platin                                                              | 60.000    |
| Norwegen (IFPI)              | 4× Platin                                                              | 240.000   |
| Österreich (IFPI)            | Platin                                                                 | 30.000    |
| Portugal (AFP)               | Gold                                                                   | 5.000     |
| Schweden (IFPI)              | 4× Platin                                                              | 160.000   |
| Schweiz (IFPI)               | Gold                                                                   | 15.000    |
| Spanien (Promusicae)         | Platin                                                                 | 40.000    |
| Vereinigte Staaten (RIAA)    | 5× Platin                                                              | 5.000.000 |
| Vereinigtes Königreich (BPI) | 2× Platin                                                              | 1.200.000 |
| Insgesamt                    | 2× Gold · 36× Platin · 1× Diamant ·                                    | 8.630.000 |

### Find You
| Land/Region               | Auszeichnungen für Musikverkäufe (Land/Region, Auszeichnung, Verkäufe) | Verkäufe |
| ------------------------- | ---------------------------------------------------------------------- | -------- |
| Australien (ARIA)         | Gold                                                                   | 35.000   |
| Brasilien (PMB)           | Gold                                                                   | 30.000   |
| Schweden (IFPI)           | Gold                                                                   | 20.000   |
| Vereinigte Staaten (RIAA) | Gold                                                                   | 500.000  |
| Insgesamt                 | 4× Gold ·                                                              | 585.000  |

### I Want You to Know
| Land/Region                  | Auszeichnungen für Musikverkäufe (Land/Region, Auszeichnung, Verkäufe) | Verkäufe  |
| ---------------------------- | ---------------------------------------------------------------------- | --------- |
| Australien (ARIA)            | 2× Platin                                                              | 140.000   |
| Brasilien (PMB)              | Platin                                                                 | 60.000    |
| Dänemark (IFPI)              | Gold                                                                   | 30.000    |
| Deutschland (BVMI)           | Gold                                                                   | 200.000   |
| Italien (FIMI)               | Gold                                                                   | 25.000    |
| Schweden (IFPI)              | Platin                                                                 | 40.000    |
| Vereinigte Staaten (RIAA)    | 2× Platin                                                              | 2.000.000 |
| Vereinigtes Königreich (BPI) | Silber                                                                 | 200.000   |
| Insgesamt                    | 1× Silber · 3× Gold · 6× Platin ·                                      | 2.695.000 |

### Beautiful Now
| Land/Region               | Auszeichnungen für Musikverkäufe (Land/Region, Auszeichnung, Verkäufe) | Verkäufe  |
| ------------------------- | ---------------------------------------------------------------------- | --------- |
| Australien (ARIA)         | Platin                                                                 | 70.000    |
| Brasilien (PMB)           | Platin                                                                 | 60.000    |
| Italien (FIMI)            | Gold                                                                   | 25.000    |
| Japan (RIAJ)              | Gold                                                                   | 100.000   |
| Polen (ZPAV)              | Platin                                                                 | 20.000    |
| Spanien (Promusicae)      | Gold                                                                   | 30.000    |
| Vereinigte Staaten (RIAA) | Platin                                                                 | 1.000.000 |
| Insgesamt                 | 3× Gold · 4× Platin ·                                                  | 1.305.000 |

### Candyman
| Land/Region               | Auszeichnungen für Musikverkäufe (Land/Region, Auszeichnung, Verkäufe) | Verkäufe |
| ------------------------- | ---------------------------------------------------------------------- | -------- |
| Vereinigte Staaten (RIAA) | Gold                                                                   | 500.000  |
| Insgesamt                 | 1× Gold ·                                                              | 500.000  |

### True Colors
| Land/Region               | Auszeichnungen für Musikverkäufe (Land/Region, Auszeichnung, Verkäufe) | Verkäufe |
| ------------------------- | ---------------------------------------------------------------------- | -------- |
| Vereinigte Staaten (RIAA) | —                                                                      | 52.000   |
| Insgesamt                 | —                                                                      | 52.000   |

### Starving
| Land/Region                  | Auszeichnungen für Musikverkäufe (Land/Region, Auszeichnung, Verkäufe) | Verkäufe  |
| ---------------------------- | ---------------------------------------------------------------------- | --------- |
| Australien (ARIA)            | 2× Platin                                                              | 140.000   |
| Belgien (BRMA)               | Gold                                                                   | 15.000    |
| Brasilien (PMB)              | 3× Platin                                                              | 180.000   |
| Dänemark (IFPI)              | 2× Platin                                                              | 180.000   |
| Deutschland (BVMI)           | Gold                                                                   | 200.000   |
| Frankreich (SNEP)            | Gold                                                                   | 66.666    |
| Italien (FIMI)               | 2× Platin                                                              | 100.000   |
| Kanada (MC)                  | 4× Platin                                                              | 320.000   |
| Neuseeland (RMNZ)            | 4× Platin                                                              | 120.000   |
| Österreich (IFPI)            | Platin                                                                 | 30.000    |
| Portugal (AFP)               | Gold                                                                   | 5.000     |
| Schweden (IFPI)              | Platin                                                                 | 40.000    |
| Spanien (Promusicae)         | Gold                                                                   | 30.000    |
| Vereinigte Staaten (RIAA)    | 4× Platin                                                              | 4.000.000 |
| Vereinigtes Königreich (BPI) | 2× Platin                                                              | 1.200.000 |
| Insgesamt                    | 5× Gold · 25× Platin ·                                                 | 6.626.666 |

### Stay
| Land/Region                  | Auszeichnungen für Musikverkäufe (Land/Region, Auszeichnung, Verkäufe) | Verkäufe  |
| ---------------------------- | ---------------------------------------------------------------------- | --------- |
| Australien (ARIA)            | 7× Platin                                                              | 490.000   |
| Belgien (BRMA)               | Platin                                                                 | 30.000    |
| Brasilien (PMB)              | Diamant                                                                | 160.000   |
| Dänemark (IFPI)              | Platin                                                                 | 90.000    |
| Deutschland (BVMI)           | Platin                                                                 | 400.000   |
| Frankreich (SNEP)            | Diamant                                                                | 333.333   |
| Italien (FIMI)               | 2× Platin                                                              | 100.000   |
| Japan (RIAJ)                 | Gold                                                                   | 100.000   |
| Kanada (MC)                  | 8× Platin                                                              | 640.000   |
| Mexiko (AMPROFON)            | 5× Gold                                                                | 150.000   |
| Neuseeland (RMNZ)            | 4× Platin                                                              | 120.000   |
| Österreich (IFPI)            | Gold                                                                   | 15.000    |
| Philippinen (PARI)           | Platin                                                                 | 15.000    |
| Polen (ZPAV)                 | Platin                                                                 | 50.000    |
| Portugal (AFP)               | Platin                                                                 | 10.000    |
| Schweden (IFPI)              | 2× Platin                                                              | 80.000    |
| Spanien (Promusicae)         | Platin                                                                 | 40.000    |
| Vereinigte Staaten (RIAA)    | 5× Platin                                                              | 5.000.000 |
| Vereinigtes Königreich (BPI) | 2× Platin                                                              | 1.200.000 |
| Insgesamt                    | 3× Gold · 39× Platin · 2× Diamant ·                                    | 9.023.333 |

### Get Low
| Land/Region                  | Auszeichnungen für Musikverkäufe (Land/Region, Auszeichnung, Verkäufe) | Verkäufe |
| ---------------------------- | ---------------------------------------------------------------------- | -------- |
| Australien (ARIA)            | Platin                                                                 | 70.000   |
| Brasilien (PMB)              | Gold                                                                   | 20.000   |
| Kanada (MC)                  | Platin                                                                 | 80.000   |
| Mexiko (AMPROFON)            | Gold                                                                   | 30.000   |
| Neuseeland (RMNZ)            | Gold                                                                   | 15.000   |
| Philippinen (PARI)           | Platin                                                                 | 15.000   |
| Vereinigte Staaten (RIAA)    | Gold                                                                   | 500.000  |
| Vereinigtes Königreich (BPI) | Silber                                                                 | 200.000  |
| Insgesamt                    | 1× Silber · 4× Gold · 3× Platin ·                                      | 930.000  |

### The Middle
| Land/Region                  | Auszeichnungen für Musikverkäufe (Land/Region, Auszeichnung, Verkäufe) | Verkäufe  |
| ---------------------------- | ---------------------------------------------------------------------- | --------- |
| Australien (ARIA)            | 10× Platin                                                             | 700.000   |
| Belgien (BRMA)               | Platin                                                                 | 30.000    |
| Brasilien (PMB)              | 2× Diamant                                                             | 320.000   |
| Dänemark (IFPI)              | Platin                                                                 | 90.000    |
| Deutschland (BVMI)           | Gold                                                                   | 200.000   |
| Frankreich (SNEP)            | Platin                                                                 | 200.000   |
| Italien (FIMI)               | Platin                                                                 | 50.000    |
| Kanada (MC)                  | 9× Platin                                                              | 720.000   |
| Mexiko (AMPROFON)            | 3× Gold                                                                | 90.000    |
| Neuseeland (RMNZ)            | 5× Platin                                                              | 150.000   |
| Österreich (IFPI)            | Platin                                                                 | 30.000    |
| Polen (ZPAV)                 | Platin                                                                 | 20.000    |
| Portugal (AFP)               | Platin                                                                 | 10.000    |
| Schweden (IFPI)              | Gold                                                                   | 40.000    |
| Spanien (Promusicae)         | Platin                                                                 | 60.000    |
| Vereinigte Staaten (RIAA)    | 6× Platin                                                              | 6.000.000 |
| Vereinigtes Königreich (BPI) | 2× Platin                                                              | 1.200.000 |
| Insgesamt                    | 3× Gold · 41× Platin · 2× Diamant ·                                    | 9.910.000 |

### Happy Now
| Land/Region                  | Auszeichnungen für Musikverkäufe (Land/Region, Auszeichnung, Verkäufe) | Verkäufe  |
| ---------------------------- | ---------------------------------------------------------------------- | --------- |
| Australien (ARIA)            | 3× Platin                                                              | 210.000   |
| Brasilien (PMB)              | 2× Platin                                                              | 80.000    |
| Dänemark (IFPI)              | Gold                                                                   | 45.000    |
| Frankreich (SNEP)            | Gold                                                                   | 100.000   |
| Italien (FIMI)               | Gold                                                                   | 25.000    |
| Kanada (MC)                  | 2× Platin                                                              | 160.000   |
| Neuseeland (RMNZ)            | Platin                                                                 | 30.000    |
| Österreich (IFPI)            | Gold                                                                   | 15.000    |
| Portugal (AFP)               | Platin                                                                 | 10.000    |
| Vereinigte Staaten (RIAA)    | Platin                                                                 | 1.000.000 |
| Vereinigtes Königreich (BPI) | Silber                                                                 | 200.000   |
| Insgesamt                    | 1× Silber · 4× Gold · 10× Platin ·                                     | 1.875.000 |

### 365
| Land/Region       | Auszeichnungen für Musikverkäufe (Land/Region, Auszeichnung, Verkäufe) | Verkäufe |
| ----------------- | ---------------------------------------------------------------------- | -------- |
| Australien (ARIA) | Platin                                                                 | 70.000   |
| Brasilien (PMB)   | 2× Platin                                                              | 80.000   |
| Kanada (MC)       | Platin                                                                 | 80.000   |
| Norwegen (IFPI)   | Gold                                                                   | 30.000   |
| Polen (ZPAV)      | Gold                                                                   | 25.000   |
| Insgesamt         | 2× Gold · 4× Platin ·                                                  | 285.000  |

### Good Thing
| Land/Region       | Auszeichnungen für Musikverkäufe (Land/Region, Auszeichnung, Verkäufe) | Verkäufe |
| ----------------- | ---------------------------------------------------------------------- | -------- |
| Australien (ARIA) | Platin                                                                 | 70.000   |
| Brasilien (PMB)   | Platin                                                                 | 40.000   |
| Insgesamt         | 2× Platin ·                                                            | 110.000  |

### Funny
| Land/Region               | Auszeichnungen für Musikverkäufe (Land/Region, Auszeichnung, Verkäufe) | Verkäufe |
| ------------------------- | ---------------------------------------------------------------------- | -------- |
| Vereinigte Staaten (RIAA) | Gold                                                                   | 500.000  |
| Insgesamt                 | 1× Gold ·                                                              | 500.000  |

## Auszeichnungen nach Autorenbeteiligungen und Produktionen

### Beauty and a Beat(Justin Bieberfeat.Nicki Minaj)
| Land/Region                  | Auszeichnungen für Musikverkäufe (Land/Region, Auszeichnung, Verkäufe) | Verkäufe  |
| ---------------------------- | ---------------------------------------------------------------------- | --------- |
| Australien (ARIA)            | 7× Platin                                                              | 490.000   |
| Brasilien (PMB)              | Diamant                                                                | 250.000   |
| Deutschland (BVMI)           | Gold                                                                   | 150.000   |
| Italien (FIMI)               | Platin                                                                 | 100.000   |
| Japan (RIAJ)                 | Gold                                                                   | 100.000   |
| Kanada (MC)                  | 3× Platin                                                              | 240.000   |
| Mexiko (AMPROFON)            | Platin                                                                 | 60.000    |
| Neuseeland (RMNZ)            | 3× Platin                                                              | 90.000    |
| Norwegen (IFPI)              | Platin                                                                 | 10.000    |
| Spanien (Promusicae)         | Gold                                                                   | 30.000    |
| Vereinigte Staaten (RIAA)    | 4× Platin                                                              | 4.000.000 |
| Vereinigtes Königreich (BPI) | Platin                                                                 | 600.000   |
| Insgesamt                    | 3× Gold · 21× Platin · 1× Diamant ·                                    | 6.120.000 |

### G.U.Y.(Lady Gaga)
| Land/Region     | Auszeichnungen für Musikverkäufe (Land/Region, Auszeichnung, Verkäufe) | Verkäufe |
| --------------- | ---------------------------------------------------------------------- | -------- |
| Brasilien (PMB) | 2× Platin                                                              | 120.000  |
| Südkorea (KMCA) | —                                                                      | 3.362    |
| Insgesamt       | 2× Platin ·                                                            | 123.362  |

### Dangerous Night (Thirty Seconds to Mars)
| Land/Region    | Auszeichnungen für Musikverkäufe (Land/Region, Auszeichnung, Verkäufe) | Verkäufe |
| -------------- | ---------------------------------------------------------------------- | -------- |
| Italien (FIMI) | Gold                                                                   | 25.000   |
| Insgesamt      | 1× Gold ·                                                              | 25.000   |

### Never Really Over(Katy Perry)
| Land/Region                  | Auszeichnungen für Musikverkäufe (Land/Region, Auszeichnung, Verkäufe) | Verkäufe  |
| ---------------------------- | ---------------------------------------------------------------------- | --------- |
| Australien (ARIA)            | 4× Platin                                                              | 280.000   |
| Brasilien (PMB)              | Diamant                                                                | 160.000   |
| Dänemark (IFPI)              | Gold                                                                   | 45.000    |
| Finnland (IFPI)              | Gold                                                                   | 20.000    |
| Italien (FIMI)               | Gold                                                                   | 25.000    |
| Kanada (MC)                  | 3× Platin                                                              | 240.000   |
| Mexiko (AMPROFON)            | Gold                                                                   | 30.000    |
| Norwegen (IFPI)              | Platin                                                                 | 60.000    |
| Österreich (IFPI)            | Gold                                                                   | 15.000    |
| Polen (ZPAV)                 | Platin                                                                 | 20.000    |
| Portugal (AFP)               | Platin                                                                 | 10.000    |
| Spanien (Promusicae)         | Gold                                                                   | 30.000    |
| Vereinigte Staaten (RIAA)    | Platin                                                                 | 1.000.000 |
| Vereinigtes Königreich (BPI) | Platin                                                                 | 600.000   |
| Insgesamt                    | 6× Gold · 12× Platin · 1× Diamant ·                                    | 2.535.000 |

## Auszeichnungen nach Musikstreamings

### Beauty and a Beat
| Land/Region     | Auszeichnungen für Musikverkäufe (Land/Region, Auszeichnung, Verkäufe) | Verkäufe  |
| --------------- | ---------------------------------------------------------------------- | --------- |
| Dänemark (IFPI) | Platin                                                                 | 1.800.000 |
| Insgesamt       | 1× Platin ·                                                            | 1.800.000 |

### Break Free
| Land/Region          | Auszeichnungen für Musikverkäufe (Land/Region, Auszeichnung, Verkäufe) | Verkäufe    |
| -------------------- | ---------------------------------------------------------------------- | ----------- |
| Japan (RIAJ)         | Platin                                                                 | 100.000.000 |
| Spanien (Promusicae) | Gold                                                                   | 4.000.000   |
| Insgesamt            | 1× Gold · 1× Platin ·                                                  | 104.000.000 |

### The Middle
| Land/Region  | Auszeichnungen für Musikverkäufe (Land/Region, Auszeichnung, Verkäufe) | Verkäufe   |
| ------------ | ---------------------------------------------------------------------- | ---------- |
| Japan (RIAJ) | Gold                                                                   | 50.000.000 |
| Insgesamt    | 1× Gold ·                                                              | 50.000.000 |

### Stay
| Land/Region  | Auszeichnungen für Musikverkäufe (Land/Region, Auszeichnung, Verkäufe) | Verkäufe    |
| ------------ | ---------------------------------------------------------------------- | ----------- |
| Japan (RIAJ) | Platin                                                                 | 100.000.000 |
| Insgesamt    | 1× Platin ·                                                            | 100.000.000 |

### Beautiful Now
| Land/Region  | Auszeichnungen für Musikverkäufe (Land/Region, Auszeichnung, Verkäufe) | Verkäufe   |
| ------------ | ---------------------------------------------------------------------- | ---------- |
| Japan (RIAJ) | Gold                                                                   | 50.000.000 |
| Insgesamt    | 1× Gold ·                                                              | 50.000.000 |

## Statistik und Quellen
| Land/RegionAuszeichnungen für Musikverkäufe (Land/Region, Auszeichnungen, Verkäufe, Quellen) | Silber     | Gold       | Platin         | Diamant     | Verkäufe   | Quellen              |
| -------------------------------------------------------------------------------------------- | ---------- | ---------- | -------------- | ----------- | ---------- | -------------------- |
| Australien (ARIA)                                                                            | —          | 2× Gold2   | 54× Platin54   | —           | 3.850.000  | aria.com.au          |
| Belgien (BRMA)                                                                               | —          | Gold1      | 2× Platin2     | —           | 75.000     | ultratop.be          |
| Brasilien (PMB)                                                                              | —          | 3× Gold3   | 16× Platin16   | 6× Diamant6 | 2.080.000  | pro-musicabr.org.br  |
| Dänemark (IFPI)                                                                              | —          | 4× Gold4   | 5× Platin5     | —           | 525.000    | ifpi.dk              |
| Deutschland (BVMI)                                                                           | —          | 6× Gold6   | 2× Platin2     | —           | 1.850.000  | musikindustrie.de    |
| Finnland (IFPI)                                                                              | —          | Gold1      | —              | —           | 20.000     | Einzelnachweise      |
| Frankreich (SNEP)                                                                            | —          | 2× Gold2   | Platin1        | Diamant1    | 699.999    | snepmusique.com      |
| Italien (FIMI)                                                                               | —          | 7× Gold7   | 8× Platin8     | —           | 605.000    | fimi.it              |
| Japan (RIAJ)                                                                                 | —          | 5× Gold5   | 3× Platin3     | —           | 550.000    | riaj.or.jp JP2       |
| Kanada (MC)                                                                                  | —          | Gold1      | 38× Platin38   | —           | 3.080.000  | musiccanada.com      |
| Kolumbien (ASINCOL)                                                                          | —          | Gold1      | Platin1        | —           | 15.000     | Einzelnachweise      |
| Mexiko (AMPROFON)                                                                            | —          | 5× Gold5   | 4× Platin4     | —           | 390.000    | amprofon.com.mx      |
| Neuseeland (RMNZ)                                                                            | —          | 2× Gold2   | 22× Platin22   | —           | 682.500    | radioscope.co.nz NZ2 |
| Niederlande (NVPI)                                                                           | —          | —          | 2× Platin2     | —           | 60.000     | nvpi.nl              |
| Norwegen (IFPI)                                                                              | —          | Gold1      | 6× Platin6     | —           | 340.000    | ifpi.no              |
| Österreich (IFPI)                                                                            | —          | 4× Gold4   | 3× Platin3     | —           | 150.000    | ifpi.at              |
| Philippinen (PARI)                                                                           | —          | —          | 9× Platin9     | —           | 135.000    | Einzelnachweise      |
| Polen (ZPAV)                                                                                 | —          | Gold1      | 4× Platin4     | —           | 135.000    | olis.pl              |
| Portugal (AFP)                                                                               | —          | 2× Gold2   | 4× Platin4     | —           | 50.000     | Einzelnachweise      |
| Schweden (IFPI)                                                                              | —          | 2× Gold2   | 10× Platin10   | —           | 460.000    | sverigetopplistan.se |
| Schweiz (IFPI)                                                                               | —          | Gold1      | —              | —           | 15.000     | hitparade.ch         |
| Singapur (RIAS)                                                                              | —          | 3× Gold3   | —              | —           | 15.000     | rias.org.sg          |
| Spanien (Promusicae)                                                                         | —          | 5× Gold5   | 3× Platin3     | —           | 260.000    | elportaldemusica.es  |
| Südkorea (KMCA)                                                                              | —          | —          | —              | —           | 3.362      | Einzelnachweise      |
| Vereinigte Staaten (RIAA)                                                                    | —          | 5× Gold5   | 39× Platin39   | —           | 41.552.000 | riaa.com             |
| Vereinigtes Königreich (BPI)                                                                 | 3× Silber3 | Gold1      | 10× Platin10   | —           | 7.704.000  | bpi.co.uk            |
| Insgesamt                                                                                    | 3× Silber3 | 65× Gold65 | 246× Platin246 | 7× Diamant7 |            |                      |